# BITTER VIRGIN
『BITTER VIRGIN』（ビターバージン）は、楠桂による日本の漫画。『ヤングガンガン』（スクウェア・エニックス）2005年5号から2008年6号まで連載された。単行本は全4巻。
主人公とクラスメイトである女子3人を中心としたラブストーリー。児童性的虐待や妊娠をテーマに取り込んでいる。

## 登場人物

### 主要人物
諏訪大介（すわ だいすけ）
少々粗暴かつ勝気な性格の少年。家は食堂を営んでいる。父は既に他界しているため、母子家庭で暮らしている。姉が1人いるが東京へ行ったまま戻ってきて来ない（が、後に里帰りしてくる）。地元が田舎なため、自分も都会で1人暮らしをしたいと考えている。「カマトトバージン系」だと思い毛嫌いしていた雛子の秘密を偶然から知ってしまい、雛子に対し特別な感情を持つようになる。雛子の男性恐怖症に対する彼なりの配慮と暴走しかねない香月を抑える意味で、柚曰く「相当無理して」でも香月と一緒にいることが多い。柚によると、嬉しいことがあると鼻歌を歌い、しんどい時は口元に手をやる癖がある。
藍川雛子（あいかわ ひなこ）
非常に内向的な女子。大介のクラスメイト。中学生時代までは母子家庭で育ち、実母と2人暮らしをしていたが、成り行きで同居していた義父（実母の交際相手の男性）に性的虐待を受け妊娠、流産するが再び妊娠してしまい、身体の負担を鑑みて出産し里子に出した過去を持つ。下腹部に帝王切開手術の痕がある。重度のトラウマを持つため、大介以外の男性とは会話すらままならないほどの男性恐怖症となっており、現在1人暮らし。何かと自分を助けてくれる大介に心惹かれていくが、大介が高校内で自分の身上を知る唯一の学生であることは知らなかった。柚とは比較的仲がよく、自分の想いに正直な香月を羨ましく思っているが、香月が「大介にレイプされた」と主張したときは不快感を露にした。
井伏香月（いぶせ かづき）
いわゆるコギャルの女子。良くも悪くも一途な、柚曰く「ばかな女」。不真面目な性格ではあるが、大介のことは本気で想い続けていた。大介に抱きしめられたのをきっかけに「大介の彼女」となるが、後に破局する。雛子ばかり気にする大介の目を自分に向けさせようと色々な手（特に雛子への陰湿な嫌がらせともとれる一部の行為）を打つが、かえって彼を怒らせることが多く、自ら墓穴を掘る結果を招いている。
山本柚（やまもと ゆず）
大介の幼馴染にあたる女子。香月曰く「小利口な女」で、大介のことは好きだが、そのことは口にせずあくまで"世話焼きなただのクラスメート"として接している。雛子とは比較的仲がいいが、香月に対しては挑発的な言動が目立つ。

## 書誌情報
- 楠桂 『BITTER VIRGIN』 スクウェア・エニックス 〈ヤングガンガンコミックス〉、全4巻
  1. 2006年4月27日発売、ISBN 4-7575-1674-6
  2. 2007年1月25日発売、ISBN 978-4-7575-1916-9
  3. 2007年8月25日発売、ISBN 978-4-7575-2086-8
  4. 2008年6月25日発売、ISBN 978-4-7575-2315-9